# Tibor Kočík
Tibor Kočík (* 5. prosince 1952 Košice) je slovenský básník, esejista, publicista a speciální pedagog. Patří ke košickému okruhu literátů.

## Život
Narodil se na severu Košic v jednom z domů, který postavili čeští stavitelé po převratu roce 1918, přičemž ulice, kde dům stojí, dodnes nese jméno Havlíčkova. Psychiku jeho raného vývoje stigmatizovalo opuštění rodiny otcem. Vystudoval všeobecnou a speciální pedagogiku na Pedagogické fakultě UPJŠ v Prešově, později žurnalistiku na Filozofické fakultě Univerzity Komenského v Bratislavě. Od svého nástupu do zaměstnání roce 1976 působil jako učitel, vydavatelský redaktor, novinář, tajemník Svazu slovenských výtvarních umělců, později Slovenské výtvarné unie. Od roku 1991 až do současnosti se věnuje jako speciální pedagog emocionálně a sociálně narušeným dětem v Léčebně-výchovném sanatoriu v Košicích – Barci, které při vzniku spoluvytářel a v pozici zástupce ředitele ho již porfiloval více než dvě desetiletí. Jeho dcera Dana vystudovala klasickou hru na kytaru na Hudební a herecké univerzitě ve Vídni, kde žije a věnuje se hudbě.
Poezii začal psát v 70. letech 20. století. Publikoval nejprve v neoficiálních periodikách, a to v samizdatech Smetisko (1973–1976) a Denníkové záznamy (1978–1979), které neměly politický aspekt, ale spíše presentovaly vnitřní rezignovaný pocit několika mladých začínajících básníků jako vyjádření nesouhlasu s manipulativními tendencemi v oficiální slovenské normalizační literatuře, především s těmi, které aplikoval básník Vojtěch Mihálik v příloze pro mladou literaturu v týdeníku Nové slovo. Na počátku 80. let poezii publikoval v Romboidu, Slovenských pohľadoch, Smene na nedeľu, po odchodu již zmíněného Mihálika z Nového slova taktéž v tomto periodiku. V té době se projevoval také publicisticky. Pro košické studio někdejšího Československého rozhlasu napsal několik rozhlasových pásem kromě slovenských, také o poezii českých, v té době poměrně frekventovaných básníků, např. Josefa Šimona, Jaromíra Pelce, Petra Cincibucha, Karla Sýse. Když ve snaze o knižní vydání svých veršů narazil na rigidní vydavatelské bariéry, rezignoval na vydavatelské ambice a věnoval se výtvarné publicistice. Výtvarněkriticky zhodnotil pohyb na výtvarné scéně východního Slovenska v rozpětí let 1985–2000, což zúročil v knize výtvarných esejí Fragmenty z medzičasu (2000).
Je členem slovenského Klubu nezávislých spisovatelů a Združení historiků moderního výtvarního umění v Slovenské republice.

## Dílo
Ve své prvotině Vnútrozemie (1995) "jako jedné z mála sbírek podobného typu u nás, zachytil výbušnou atmosféru v každodenním životě" (Dalimír Hajko). Projevil se v ní jako autor kultivované poezie, vyznačující se nekompromisním pohledem do „vlastního vnitrozemí“ zachováváním si záznamů z různých životních napětí a krizí. Vzhledem k opožděnému vydání debutu a dalších na vydání připravených rukopisů, v krátkých časových intervalech mu vyšlo hned po sobě pět básnických knih: Premenlivé dno (1996), Pohľadnice & skice (1997), Stretnutie voľných pádov (1998), dlhá jazda/ružová záhrada (1999), Medirytiny duše (2000), ve kterých nenabízel žádné iluze, nic nepřizdoboval ani spomínkovým optimismem, ani potěšující nadějí. Sbírky charakterizují programový senzualizmus, vícevýznamovost, úvahovost, přičemž jde o poezii plné otázek, pochybností, metafyzického napětí. Po smrti své manželky Lujzy vydal sbírku pod názvem Byť namiesto mať (2004), ve které významovými uzly ztišených lyrizovaných monologů a také ponorných dialogů s univerzem jsou svědomí, hřích, pravda, láska, smrt, osud, čas a jiné abstraktní veličiny. V knížce Zóna (2007), obsahující čtyři básnické skladby (Grafity, Vodopád, Rock in love, Zraniteľnosť), Tibor Kočík vyjádřil kritická stanoviska k aktuálnímu stavu lidského bytí a morálky. Nehodnotí, nevyslovuje soudy, neodsuzuje konkrétní společenské nebo politické systémy. Básnické postoje spíše zajímá prostřednictvím zpytování sebe sama. Pojmenoval podstatné znaky naší současnosti, jako jsou akčnost dění, zproblematizování identity člověka, komercionalizace všeho druhu, drogová scéna a z ní vyplývající závislost, emocionální vyprahnutost, nehostinnost betonového prostoru, masmediální manipulace, mezigenerační rozpory, zneužívání politické moci, tupá pornografie aj. V nejnovější sbírce Rok zasvětěnce (2017) se projevil jako "velmi dobrý pozorovatel každodennosti. Umí pojmenovat její krizové jevy, její slabosti i hodnotově silná místa, na které se vyplatí vstoupit jako diskutér..." (Ján Gbúr).
Tibor Kočík je sestavovatelem několika sborníků poezie a prózy, naposledy sborníku sestaveného z příspěvků účastníků mezinárodní konference Sándor Márai – zaprisahaný nepriateľ diktatúr (2007).